# Paper Mario: Color Splash
Paper Mario: Color Splash — приключенческая видеоигра, разработанная Intelligent Systems для платформы Wii U. Игра была выпущена во всем мире в октябре 2016 года.

## Сюжет
Бумажный Марио и бумажная Принцесса Пич получают письмо с Острова Цветания, в котором находился сложенный обесцвеченный бумажный Тоад. Это заставляет бумажного Марио, бумажную Принцессу Пич и другого бумажного Тоада приплыть на Остров Цветания. По прибытии в Цветоморск, они находят город опустевшим, с множеством белых пятен и предметов и абсолютно сухим фонтаном. Из нижней части фонтана, содержащего краску, появляется говорящее ведро. После того, как Бумажный Марио пытается открыть ее, ведро решило раскрыться: его имя Ведёркин, хранитель Фонтана Цветания. Он объясняет, что фонтан питается 6 Мегазвездами краски, которые полны бесконечной краски и являются основными источниками ее для всего острова. Смущаясь тем, что Мегазвезды в фонтане пропали, Ведеркин просит Марио помочь в восстановлении города, пострадавшего от нападения бумажного Боузера (который стал черным) и Скромняг. В то время как бумажный Марио разведывает остров, бумажная Принцесса Пич была похищена черным бумажным Боузером.
Бумажный Марио проходит через шесть районов Цветоморска, чтобы найти Мегазвёзды краски, каждая из которых имеет соответствующий цвет. Когда бумажный Марио собирает звезды большой краски, они дают ему свои воспоминания, которые разворачиваются в обратной последовательности (по мере того, как их память увеличивается дольше), как бумажный Боузер атаковал Остров Цветания. Оказывается, бумажный Боузер пытался покрасить свой панцирь радужным оттенком, используя Фонтан Цветания, но объединив краски, Боузер непреднамеренно создал черную краску, токсичную субстанцию, которая и самого перекрашивает в черный цвет. За этим последовала кража Мегазвезд краски, осушение Острова Цветания и его обитателей. С помощью бумажного Луиджи и Мегазвёзд краски, бумажный Марио и Ведёркин достигают парящего в небесах Замка черного бумажного Боузера, где они обнаруживают, что украденная краска используется для обработки и вооружения черной краской, которую чёрный бумажный Боузер намерен окрасить мир в черный цвет. Марио и Ведёркин уничтожают фабрику, побеждают черного бумажного Боузера, истощая из него черный цвет и спасают бумажную Пич. Однако, после наплыва черной краски, начавшийся после уничтожения фабрики, замок начинает разрушаться. Бумажные Пич, Марио и Луиджи бегут, но Ведёркин остается для того, чтобы остановить черную краску, поглотив весь замок, а затем улетает в космос, где (ценой своей жизни) разливает черную краску, перекрашивая ночное небо в черный (глубокий) цвет.
В случае, если все достижения пройдены (где отображается на флагах в титрах, и около фонтана), Ведёркин падает из космоса в фонтан.

## Отзывы
| Сводный рейтинг | Сводный рейтинг |
| Агрегатор       | Оценка          |
| --------------- | --------------- |
| GameRankings    | 75,82 %         |